# 有田喜一
有田 喜一（ありた きいち、1901年4月30日 - 1986年2月9日）は、日本の政治家、逓信及び運輸官僚。文部大臣（第87代）、科学技術庁長官（第17代）、防衛庁長官（第24代）、経済企画庁長官（第22代）、衆議院議員（9期）。

## 経歴
兵庫県氷上郡氷上町（現丹波市）出身。旧制兵庫県立柏原中学校、第八高等学校を経て、東京帝国大学経済学部卒業。逓信省大阪逓信局長や運輸省海運総局長を経て政界入り。政治家となってからは芦田均と行動をともにしたが、保守合同により自由民主党が結成されると旧芦田派の一部とともに岸派に入り、岸派の分裂後は福田派に属した。福田赳夫の右腕といわれ1966年8月、福田が大蔵大臣を務める第1次佐藤第2次改造内閣で文部大臣兼科学技術庁長官として初入閣。同年12月、福田が2度目の自民党幹事長に就任するとその下で党経理局長を務めた。1968年第2次佐藤第2次改造内閣に防衛庁長官として再び福田とともに入閣。1972年第1次田中角栄内閣発足に入閣要請を受け辞退したが、福田に説得されて経済企画庁長官に就任、図らずも3度目の入閣を果たす。1976年の衆院選で落選し政界から引退した。
1973年4月の春の叙勲で勲三等から勲一等に叙され、旭日大綬章を受章する。
1986年2月9日、心不全のため死去した。84歳没。同月12日、特旨を以て位三級を追陞され、死没日付をもって従四位から正三位に叙され、銀杯一組を賜った
実直かつ寡黙な性格で知られ、外航船舶建造利子補給法の立案者でありながら、その立法をめぐる造船疑獄に全く無関係だった。

## 年譜
- 1922年 - 第八高等学校文科甲類卒業
- 1925年3月 - 東京帝国大学経済学部を卒業
- 同年11月 - 高等試験行政科合格[6]
- 同年12月 - 逓信省に入省
- 1928年8月 - 鳥取郵便局長
- 1929年8月 - 札幌逓信局業務課長
- 1930年4月 - 逓信省電気局
- 1935年7月 - 逓信局業務課長
- 1936年10月 - 東北振興電力株式会社監理官
- 1937年6月 - 逓信省電気局監理課長
- 1939年4月 - 電気庁長官総務課長
- 1939年8月 - 逓信省大臣官房文書課長
- 1941年6月 - 逓信省大臣官房蔵書課長
- 同年10月 - 大阪逓信局長
- 1944年5月 - 運輸逓信省海運総局総務局長
- 1945年8月 - 運輸省海運総局海運局長
- 1946年2月 - 運輸省海運総局長官
- 1947年 - 船舶公団総裁
- 1948年 - 芦田内閣の下で内閣官房次長に就任
- 1949年 - 民主党公認で第24回衆議院議員総選挙に立候補し初当選
- 1955年 - 衆議院科学技術振興対策特別委員長[7]
- 1961年 - 衆議院石炭対策特別委員長[8]
- 1966年 - 第1次佐藤第2次改造内閣で文部大臣兼科学技術庁長官
- 1968年 - 第2次佐藤第2次改造内閣で防衛庁長官
- 1972年 - 第1次田中角栄内閣に経済企画庁長官として3度目の入閣
- 1974年 - 衆議院外務委員長[9]
- 1976年 - 総選挙に落選し政界から引退
- 1977年 - 日本海運振興会の会長に就任

## エピソード
- 船舶公団総裁時代に、第1次計画造船の推進役として戦後の造船業復興にあたった。
- 防衛庁長官時代に第4次防衛力整備計画を編成し、初の国防白書を公表した。
- 同じ運輸省だった佐藤栄作と共に吉田茂や松野鶴平から政界入りを誘われたが、実兄の岸信介の薦めもあって民主自由党からの出馬を選んだ佐藤に対し、有田は芦田首相下で官房次長を務めた手前もあって民主党から出馬。共に1949年衆院選で初当選を飾った。